# Coprinellus pyrrhanthes
Coprinellus pyrrhanthes là một loài nấm trong họ Psathyrellaceae. Nó được miêu tả đầu tiên là Coprinus pyrrhanthes bởi nhà nấm học Henri Romagnesi năm 1951, sau đó được xếp vào chi Coprinellus năm 2001.